# Noel Hogan
Noel Anthony Hogan (* 25. prosince 1971, Limerick, Irsko) je kytarista, skladatel a hudební producent, známý především jako člen skupiny The Cranberries. V roce 1989 spolu s mladším bratrem Mikem a bubeníkem Fergalem Lawlerem založili v Limericku kapelu s názvem The Cranberry Saw Us, jež se později přejmenovala na The Cranberries. Spolu se zpěvačkou Dolores se autorsky podílel na hudbě k písním The Cranberries. Kromě působení v kapele the Cranberries vydal také sólová alba se skupinou Mono band a později Arkitekt. V Irsku si založil vlastní vydavatelství Gohan Records a produkoval řadu kapel z Limericku.